# Atletismo nos Jogos Pan-Americanos de 1999 - 400 m feminino
As provas dos 400 m feminino nos Jogos Pan-Americanos de 1999 foram realizadas em 24 e 25 de julho de 1999. 

## Medalhistas
| Ouro                   | Prata                               | Bronze                        |
| Ana Guevara MEX México | Michelle Collins USA Estados Unidos | Claudine Williams JAM Jamaica |

## Resultados

### Eliminatórias
Classificação: As duas primeiras de cada bateria (Q) e as duas próximas mais rápidas (q) classificaram à final.
| Posição | Eliminatória | Nome              | Nacionalidade      | Tempo | Notas |
| ------- | ------------ | ----------------- | ------------------ | ----- | ----- |
| 1       | 2            | Ana Guevara       | MEX México         | 51.23 | Q     |
| 2       | 3            | Michelle Collins  | USA Estados Unidos | 51.42 | Q     |
| 3       | 2            | Claudine Williams | JAM Jamaica        | 51.88 | Q     |
| 4       | 2            | Aliann Pompey     | GUY Guiana         | 52.65 | q     |
| 5       | 3            | Norfalia Carabalí | COL Colômbia       | 52.73 | Q     |
| 6       | 1            | Andrea Anderson   | USA Estados Unidos | 52.83 | Q     |
| 7       | 2            | Foy Williams      | CAN Canadá         | 52.95 | q     |
| 7       | 3            | Tonique Williams  | BAH Bahamas        | 52.95 |       |
| 9       | 1            | Melissa Straker   | BAR Barbados       | 52.96 | Q     |
| 10      | 3            | Verneta Lesforis  | LCA Santa Lúcia    | 53.07 |       |
| 11      | 3            | Idalmis Bonne     | CUB Cuba           | 53.09 |       |
| 12      | 1            | LaDonna Antoine   | CAN Canadá         | 53.10 |       |
| 13      | 3            | Zoila Stewart     | CRC Costa Rica     | 55.37 |       |

### Final
| Posição          | Nome              | Nacionalidade      | Tempo | Notas |
| ---------------- | ----------------- | ------------------ | ----- | ----- |
| Medalha de ouro  | Ana Guevara       | MEX México         | 50.91 |       |
| Medalha de prata | Michelle Collins  | USA Estados Unidos | 51.21 |       |
| 3                | Claudine Williams | JAM Jamaica        | 51.58 |       |
| 4                | Andrea Anderson   | USA Estados Unidos | 52.43 |       |
| 5                | Melissa Straker   | BAR Barbados       | 52.90 |       |
| 6                | Norfalia Carabalí | COL Colômbia       | 53.06 |       |
| 7                | Foy Williams      | CAN Canadá         | 53.65 |       |
| 8                | Aliann Pompey     | GUY Guiana         | DNS   |       |